# Stapelia flavopurpurea
Stapelia flavopurpurea är en oleanderväxtart som beskrevs av Hermann Wilhelm Rudolf Marloth. Stapelia flavopurpurea ingår i släktet Stapelia och familjen oleanderväxter. Inga underarter finns listade i Catalogue of Life.